# G24

Países miembros del G24.

El Grupo de los 24 (G24), fue establecido en 1971 para coordinar las posiciones de los países en vías de desarrollo en temas referidos al desarrollo financiero y para asegurarse que sus intereses fueran adecuadamente representados en las negociaciones internacionales.

## Países miembros
- Argentina
- Argelia
- Brasil
- China
- Colombia
- Costa de Marfil
- Ecuador
- Egipto
- Etiopía
- Filipinas
- Gabón
- Ghana
- Guatemala
- Haití
- India
- Irán
- Kenia
- Líbano
- Marruecos
- México
- Nigeria
- Pakistán
- Perú
- República Democrática del Congo
- Siria
- Sri Lanka
- Sudáfrica
- Trinidad y Tobago
- Venezuela

### Observadores
- Angola
- Arabia Saudita
- Bangladés
- Emiratos Árabes Unidos
- Indonesia